# Stenocercus modestus
Espèce
Synonymes
- Liolaemus modestus Tschudi, 1845

Statut de conservation UICN

 EN B1ab(iii) : En danger
Stenocercus modestus est une espèce de sauriens de la famille des Tropiduridae.

## Répartition et habitat
Cette espèce est endémique du centre-ouest du Pérou. On la trouve du niveau de la mer jusqu'à 762 m d'altitude. Elle vit dans les déserts côtiers.

## Publication originale
- Tschudi, 1845 : Reptilium conspectus quae in Republica Peruana reperiuntur et pleraque observata vel collecta sunt in itinere. Archiv für Naturgeschichte, vol. 11, n. 1, p. 150-170 (texte intégral).